# Гардур
Гардур  — місто у південно-західний частині Ісландії. Раніше місто було великим риболовецьким портом. У місті є два великих маяки, в одному з них розташований також регіональний музей з експозицією знахідок і скарбів, піднятих із затонулих кораблів.

## Географія
Місто Гардур розташоване на південному заході Ісландії, у регіоні Судурнес, на півночі півострова Рейк'янесскаґі, за 10 км на північ від міста Кеплавік.